# 蔡式穀
蔡式穀（1884年4月28日—1951年9月4日），台灣新竹人，台灣日治時期律師，社運、政治家。乳名乞，之後取名式穀，晚號春圃。

## 生平

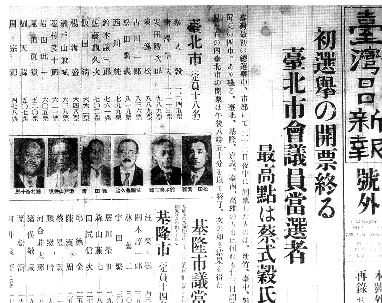
1935年台北市會員選舉開票終了當日的報紙

蔡式穀於清治光緒十年（1884年）4月28日生於新竹，以小名蔡乞行於世；祖籍福建泉州同安。日治時期明治三十年（1897年），入新竹國語傳習所（設在明志書院）。1903年台灣總督府國語學校師範部乙科畢業，任新竹公學校訓導，1909年於桃園公學校擔任教諭，之後前往日本內地求學，主攻法律。大正二年（1913年）畢業於明治大學專門部法科。大正十二年（1923年）2月，取得律師資格。
蔡式穀在日治時期從事台灣民權運動踏入政治，參與治警事件、二林事件，擔任辯護律師。曾擔任台灣文化協會理事、台灣民眾黨顧問、台灣地方自治聯盟常務理事等職。昭和十年（1935年），蔡式穀參選台北市會員選舉，以1245票獲得台北市最高票當選。
1945年日本投降，國民政府接收台灣後，蔡式穀受聘擔任臺灣省文獻委員會委員。1951年文獻會工作任內病逝，享壽68歲。

## 家庭
妻金井千代（千代子），戰後改漢姓蔡千代。